# 에듀머니
에듀머니는 재무 관련 사회적 기업이다. 2007년 설립되어 2008년 대한민국 고용노동부로부터 사회적 기업으로 인증받았다. 대표는 제윤경이고 재무상담, 경제교육, 캠페인, 컨텐츠 제공 등 4개의 사업 영역을 가진다.